# Suki na mono wa suki dakara shōganai!!
Suki na mono wa suki dakara shōganai!! (好きなものは好きだからしょうがない!!?), conosciuto anche come Sukisho!, è una light novel che è stata trasposta in un videogioco, una serie anime e una serie di OAV, tutti lavori dai contenuti chiaramente yaoi, che trattano cioè di omosessualità maschile.

## Trama
Lo studente delle superiori Sora Hashiba è stato ricoverato in ospedale dopo essere caduto dal quarto piano della sua scuola. Durante la sua prima notte di ritorno nel dormitorio, si sveglia e trova uno strano ragazzo che si rivolge a lui di nome "Yoru". Lo sconosciuto si presenta come "Ran" e dice di essere il nuovo coinquilino di Sora. Il giorno successivo, Matsuri Honjou, amico d'infanzia e direttore del dormitorio di Sora, informa Sora che l'altro ragazzo, che Matsuri identifica come Sunao Fujimori o "Nao", è in realtà un altro amico d'infanzia di Sora. Tuttavia Sora non ricorda di aver mai incontrato Sunao. In effetti, Sora non riesce a ricordare nulla del suo passato e la serie segue la sua ricerca per recuperare la sua memoria.
Sora scopre presto perché Sunao si è presentato come "Ran" la prima notte che si sino incontrati: lui e Sora hanno personalità alternative. Sora è Yoru, una potente protettrice e l'amante del più dipendente e femminilizzato Ran. L'esistenza di queste personalità alternative, e la relazione tra loro, ha una connessione con la misteriosa caduta di Sora dalla finestra e il suo passato dimenticato.
Nel corso della loro vita scolastica Matsuri per coinvolgere Sora e Sunao in attività produttive e guadagnare un po' di soldi, mette su un gruppo di "Tuttofare" che si occupa di fare ogni tipo di commissione per gli studenti. Oltre a Matsuri altri personaggi entreranno a far parte di situazioni comiche come un ragazzo fantasma, tre ragazzini più piccoli che assomigliano al trio e Gaku il migliore amici di Sora. Le uniche persona che si prendono cura dei trio come una figura genitoriale sono l'infermiere scolastico Kai Nanami e l'insegnante di matematica Shin'ichirou Minato. Entrambi sembra che abbiano qualche legame con l'oscuro passato di Sora e di Nao, che coinvolge anche uno degli studenti più grandi della scuola, Kai Nagase, e un misterioso medico di nome Aizawa che sembra essere la mente dietro a ciò che è accaduto a Sora.